# Borzęcin, Lesser Poland Voivodeship
Borzęcin [bɔˈʐɛnt͡ɕin] là một ngôi làng ở Brzesko, Voivodeship Ba Lan, ở miền nam Ba Lan. Đó là khu hành chính của Gmina Borzęcin. Nó nằm cách khoảng 14 kilômét (9 mi) về phía đông bắc của Brzesko và 55 km (34 mi) về phía đông của thủ phủ khu vực Kraków. Nó nằm trên sông Uszwica và được chia thành hai phần, Borzęcin Thượng và Borzęcin Hạ. Hiện tại nó có dân số khoảng 3.700 người.
Ngôi làng được nhắc đến trong các tài liệu lịch sử lần đầu tiên vào năm 1475 bởi nhà biên niên sử người Ba Lan Jan Długosz trong quyển Liber beneficiorum của ông, một sổ đăng ký tài sản nhà thờ cho mục đích quản lý thuế. Długosz tuyên bố rằng ngôi làng được thành lập trên vùng đất không có dân cư vào năm 1364 bởi Giám mục Kraków, Bodzanta Jankowski và đặt theo tên ông là "Bodzantin". Tên này vẫn được sử dụng đến ngày nay khi chính quyền Áo ghi lại ngôi làng là "Borzecin" trong các phân vùng của Ba Lan. Việc thành lập ngôi làng dựa trên luật Magdeburg. Mỗi người được cấp một łan, tương đương khoảng 25 ha đất. Những người định cư sau đó đến từ Đức và Silesia. Hồ sơ thuế từ năm 1536 liệt kê có 87 nông dân nam, và hồ sơ chứng thực sự tồn tại của một trường tu viện địa phương vào năm 1596. Cho đến năm 1782, ngôi làng là tài sản của các giám mục Kraków.
Borzęcin bị lực lượng Thụy Điển và quân Transylvanian cướp bóc trong thời kỳ lịch sử Ba Lan được gọi là "Deluge". Sau thời kỳ phân vùng đầu tiên của Ba Lan vào năm 1772, nó trở thành một phần của phân vùng Áo. Vào những năm 1830, ngôi làng đã mất 1/6 dân số do dịch bệnh tả, lũ lụt tàn phá và nạn đói ở địa phương. Các nông nô cuối cùng đã được giải phóng vào năm 1848.
Trong Thế chiến II, 143 cư dân của ngôi làng đã bị giết, trong đó có 64 người trong các trại tập trung của Đức Quốc xã. Trong số đó có 43 người là người Do Thái. Ngoài ra, người Đức đã sát hại 28 người Di-gan từ một cộng đồng gần đó ở Borzęcin Hạ, và hàng trăm người khác ở ngôi làng Szczurowa gần đó trong vụ thảm sát Szczurowa.
Đây là nơi sinh của nhà viết kịch Ba Lan và nhà văn Sławomir Mrożek.